# PK-35 Vantaa (femenino)
El Pallokerho-35 Vantaa Naisten es la sección femenina del PK-35 Vantaa, un club de fútbol finlandés. Viste a franjas rojas y negras, y juega en la Kansallinen Liiga, primera división del país. Disputa sus encuentros de local en el Myyrmäen jalkapallostadion de Vantaa, a las afueras de Helsinki.

## Historia
El PK-35, fundado en 1935 en Víborg (se trasladó a Helsinki tras la anexión de la ciudad a la URSS en la Guerra de Invierno), creó su sección femenina en 1982. 
Nada más ascender a Primera (2009) ganó tres ligas seguidas entre 2010 y 2012. En sus tres apariciones en la Liga de Campeones ha caído en los dieciseisavos. 
En enero de 2019 por razones económicas y de licencia, el club no continuó en la primera división y fue descendido a segunda. Aunque regresó a la máxima categoría la temporada siguiente.

## Palmarés
| Competición nacional             | Títulos                                  | Subcampeonatos |
| -------------------------------- | ---------------------------------------- | -------------- |
| Primera División (7/2)           | 2010, 2011, 2012, 2014, 2015, 2016, 2018 | 2013, 2017     |
| Copa de Finlandia Femenina (0/2) |                                          | 2013, 2017     |

## Record en la Liga de Campeones
- 2012: 1/16 1-4 0-3 R. Vallecano
- 2013: 1/16 0-7 0-5 O. Lyon
- 2014: FP 13-1 Izvori, 0-0 Pärnu, 2-1 PAOK — 1/16 0-3 0-1 Birmingham